# ブレンハイムの戦い
ブレンハイムの戦い（英: Battle of Blenheim）は、スペイン継承戦争における戦闘の一つで、1704年8月13日にバイエルン選帝侯国・フランス連合軍とイングランド・オーストリア（神聖ローマ帝国）同盟軍が現在のドイツ・バイエルン州に位置するドナウ川流域のブリントハイム（ブレンハイム、ブレニム）で争い、イングランド・オーストリア同盟軍が勝った戦いである。イングランド・オーストリア同盟軍総司令官のマールバラ公ジョン・チャーチルがフランス軍相手に大勝利した戦いとして知られている。

## 戦闘前

### 帝国の危機
スペイン継承戦争が始まって主戦場はネーデルラント連邦共和国（オランダ）・イタリア・ドイツに絞られ、ネーデルラント戦線はイングランドからオランダに渡ったマールバラ公が1702年から1703年にかけてマース川付近でフランス軍を牽制しつつ占領地域を解放していった。1701年に勃発した北イタリア戦線もオーストリア軍の司令官プリンツ・オイゲンが1702年8月15日にヴァンドーム公率いるフランス軍にルッザーラの戦いで勝利、イタリア戦線を停滞させた。
ところが、ドイツでは危機が迫っていた。1701年2月、バイエルン選帝侯で南ネーデルラント（ベルギー）総督を兼ねていたマクシミリアン2世がフランス軍の南ネーデルラント駐留を認め、北のオランダを脅かした。のみならず、1702年3月に神聖ローマ皇帝の戴冠を狙ってフランスと同盟を結び、自らもドナウ川流域のウルムを9月8日に占拠、ライン川左岸のストラスブールに駐屯していたフランス軍も呼応して10月14日に南端でヴィラール公が帝国軍の将軍・バーデン辺境伯ルートヴィヒ・ヴィルヘルムを撃破した（フリートリンゲンの戦い）。
翌1703年にはタラール伯がルートヴィヒ・ヴィルヘルムの帝国軍を釘付けにしている隙を突いてヴィラールがライン川を渡り、5月9日にドナウ河畔のリートリンゲンでバイエルン軍と合流、帝国中央部に一大勢力を形成した。同年にはハンガリーでラーコーツィ・フェレンツ2世がフランスの援助でハプスブルク家に反乱を起こし（ラーコーツィの独立戦争）、オーストリアの首都ウィーンは東西に脅威を抱える形となった。
さらに9月20日、ヘヒシュテットの戦いで帝国軍がフランス軍に敗北、直後にアウクスブルクがフランス・バイエルン連合軍の前に陥落、ライン川に残ったタラールが9月7日にブライザハを陥落させ、11月15日にシュパイアーバハの戦いで帝国軍に勝利して17日にランダウも陥とし、翌1704年1月にバイエルン軍がパッサウを奪いライン・ドナウ流域を占領するなど情勢は悪化、神聖ローマ皇帝レオポルト1世は1703年6月にイタリアからウィーンに移ったプリンツ・オイゲンを軍事総裁に任命、合わせてイングランドに戻ったマールバラ公に援軍を要請する使者を派遣した。レオポルト1世の命令を受けた駐英大使ヴラティスラフ伯爵も政府に援軍要請を求めていた。
マールバラ公は大陸遠征を承諾、4月19日にイングランドを出港して21日にハーグに到着、5月16日にイングランド・オランダ・帝国諸侯の同盟軍を率いてマーストリヒトを出発した。

### 長距離行軍
マールバラ公の下で従軍していたオランダはフランス軍の脅威にさらされていたため、帝国中央のドナウ川遠征に難色を示していた。そのため、マールバラ公はバイエルンの南下ではなくモーゼル川とライン川の合流地点であるコブレンツに進軍すると発表した。フランス軍にも意図的に流したため、オランダのフランス軍を率いるヴィルロワ公は軍勢を2つに分け、半分はオランダに残し、自らはもう半分の2万の軍勢でマールバラ公を追撃する方針を採った。マールバラ公は5月18日にマーストリヒトからベトブルクに移動してフランス軍の様子を伺い、20日に2万の軍勢を引き連れて出発した。ネーデルラントにはオランダの将軍アウウェルケルク卿が残されフランス軍と対峙した。
25日にモーゼル川を渡りコブレンツに到着、ハノーファー、プロイセン軍と合流、ライン川東岸に沿って南下しつつ帝国諸侯の軍と合流してバイエルンへと進んだ。6月3日にマンハイムを通過してネッカー川を渡河、6日にフィリップスブルク近郊まで迫った。フィリップスブルクからすぐ西にランダウがあったため、イングランド軍を追撃していたヴィルロワはランダウに向かい、ストラスブールに残って帝国軍を牽制していたタラールも3万の軍勢でランダウに向かった。
ところが7日、イングランド軍は方向転換した。フィリップスブルクへは向かわず南東に進路を取り、10日にムンデルスハイムに到着してオイゲンと会見、翌日の11日にグロースヘパッハに到着して13日にルートヴィヒ・ヴィルヘルム及びオイゲンと打ち合わせ、ライン川のフランス軍はオイゲンに任せ、マールバラ公とルートヴィヒ・ヴィルヘルムはバイエルンに向かいフランス・バイエルン連合軍に立ち向かうことを確認、22日にマールバラ公らは4万の軍勢でドナウ川北岸のラウンスハイムに着いて東に移動、オイゲンはライン川の帝国軍3万を率いてヴィルロワ・タラールらフランス軍6万を足止めすることになった。
マールバラ公の目的はドナウ川を南下して帝国軍と合流、フランス・バイエルン連合軍を撃破することにあったが、フランス軍はオランダとドイツの2方面に分かれている上、前線にさらされているオランダは遠く南のバイエルンまで行軍することに反対だったため、マールバラ公はモーゼル河畔を戦場とすると周囲に嘘を流し、ライン川沿いを進みながら後を追うフランス軍をライン川を渡ると見せかけて牽制、帝国軍との合流を果たした。また、総距離400kmを進軍できた背景には周到な準備が重ねられており、大砲を始めとする重い物資はライン川を使って上流へと先行させ、川は周辺の領主にあらかじめ舟橋を架けさせたため、兵士が舟橋を架ける手間が省け進軍速度を速められた。宿営地に部下を先行させて現金、補給物資を用意させたため略奪も起こらず兵士と民衆の信頼を得られた。
一方、マールバラ公の意図を読めなかったフランス軍はオランダ側の軍を分割、ライン川からの会戦が予想されたため手をこまねいてドナウ川への進出を許すことになった。フランス・バイエルン連合軍にも動きがあり、アウクスブルク陥落前にマクシミリアン2世とヴィラールが衝突、ヴィラールはフランスへ召還されフェルディナン・ド・マルサンと交替させられた。タラールも5月にバイエルンに援軍を送り、フランス・バイエルン連合軍は合計4万に上がった。

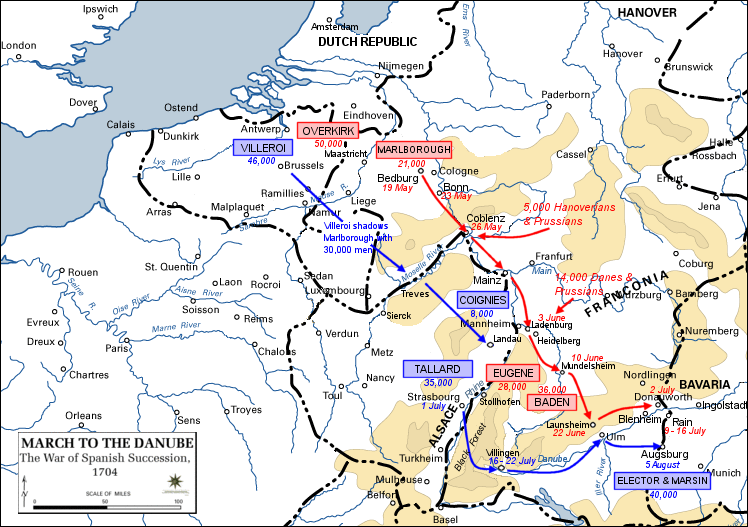
マールバラ公とフランス軍の長距離行軍。総距離は400kmに及ぶ

### バイエルン侵攻
フランス・バイエルン連合軍はラウンスハイム北東のディリンゲンに陣取っていたが、イングランド・帝国軍はここを素通りしてさらに東のドナウヴェルトを占拠することにした。ここを占拠すればドナウ川以北の帝国諸侯からの援助を見込める他、ウィーンとの連絡も取れるからである。
7月2日にドナウヴェルトを陥とすため、まず北のシェレンベルクという丘を攻撃した（シェレンベルクの戦い）。イングランド側の死傷者が6000に上るほどの激戦だったが、シェレンベルクを占領したことでドナウヴェルトも放棄され、フランス・バイエルン連合軍はディリンゲンからアウクスブルクまで撤退、ウィーンまでのドナウ川上流は帝国側に渡った。
マールバラ公はドナウヴェルトからバイエルンに侵攻、村々から略奪を繰り返してバイエルンを荒らし回りマクシミリアン2世をフランスから叛意させようと図ったが、タラールが援軍を送ったことでマクシミリアン2世との交渉は決裂、アウクスブルク攻略や再度のバイエルン略奪を敢行した後にディリンゲンとドナウヴェルトの間に位置するヘヒシュテットに戻った。
一方、ライン川のフランス軍にも動きがあり、7月1日にタラールがドナウ川の連合軍と合流するため、ヴィルロワに3万を残して自分は残り半分を連れてストラスブールからライン川を渡ったが、同じくドナウ川方面に進んだオイゲンの妨害で進軍が遅れ、8月5日にアウクスブルクのフランス・バイエルン連合軍と合流、翌日の6日にオイゲンもヘヒシュテットのイングランド・帝国同盟軍と合流した。
イングランド側はルートヴィヒ・ヴィルヘルムが1万5000の軍勢で残るドナウ川沿岸のインゴルシュタットを落とすため東へ移動、マールバラ公・オイゲンは5万2000の軍勢でヘヒシュテットでフランス・バイエルン軍を牽制する役目を引き受けた。フランス側はタラールが持久戦を主張したが、マクシミリアン2世に退けられて決戦に向かい、10日にイングランド・帝国軍はフランス軍接近に気付くとヘヒシュテットからミュンスターに後退、12日にフランス・バイエルン軍はヘヒシュテット近郊のブレンハイムで布陣を敷いた。その隙にイングランド・帝国軍は翌13日、深夜の内にミュンスターからブレンハイムへ移動、早朝に戦場に到着した。
戦場にはドナウ川の支流ネーベル川が流れ、イングランド・帝国軍が北、フランス・バイエルン軍が南に対峙した。南岸の左手には広大な森に覆われたルッツィンゲン、中央にオーベルグラウ、右でネーベル川とドナウ川の合流地点にブレンハイムという村があった。フランス軍はこの3つの村を拠点にしてイングランド・帝国軍を迎え撃った。対するイングランド・帝国軍はブレンハイム・オーベルグラウを攻撃してフランス軍を村に釘付けにして動きを封じ、手薄になった中央を叩く作戦に決め、マールバラ公が総指揮を執ることになった。
フランス・バイエルン軍は左翼をマクシミリアン2世とマルサンの2万3000が、中央はタラールの3万5000、右翼はクレランボー侯がブレンハイムに布陣した。イングランド・帝国軍は左翼はカッツ卿が担当、中央はマールバラ公が3万8000で待機、右翼はオイゲンが1万8000で布陣した。

## 開戦

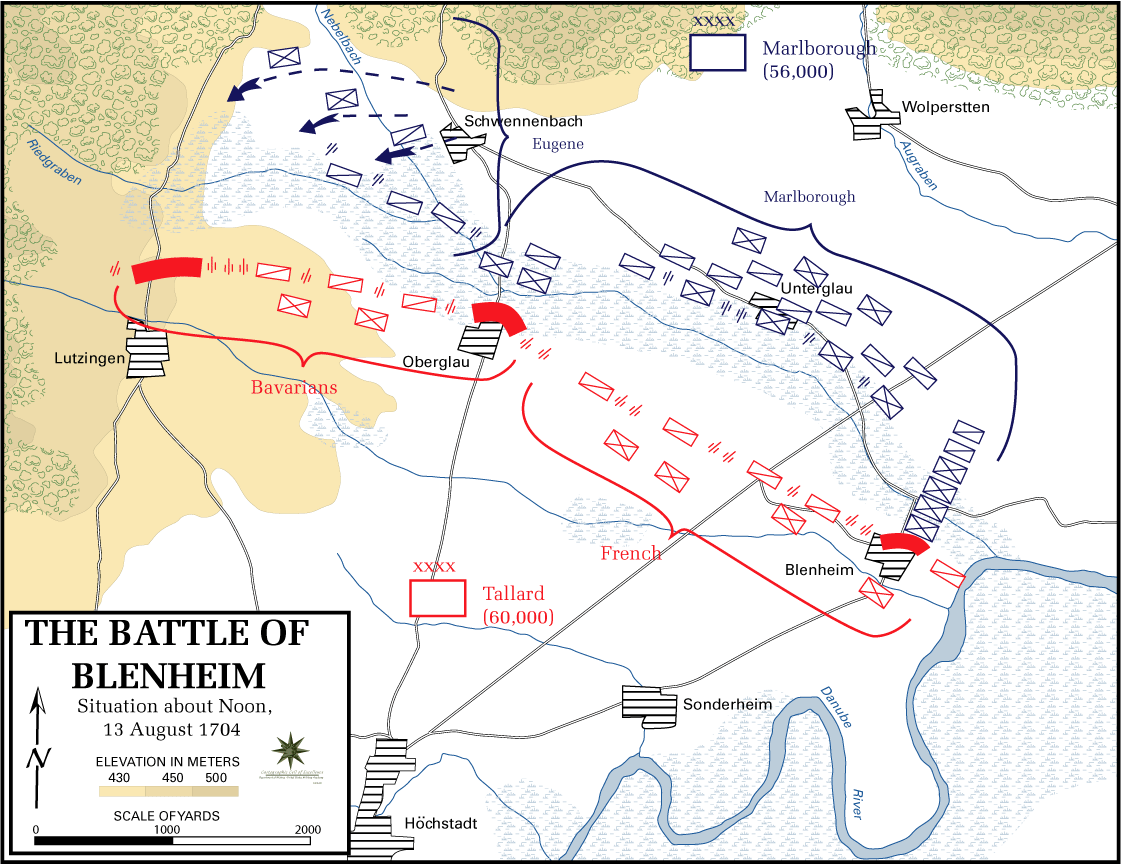
戦闘序盤の両軍の行動

イングランド・帝国軍が攻撃に移ることはフランス・バイエルン軍にとって予想外であり、タラールは初めミュンスターへの後退から連合軍が北に撤退すると思っていた。しかし、相手の軍が目の前に展開していることで戦闘に移り、午前8時半頃にフランス軍が砲撃を開始した。マールバラ公は右翼の体制が整ってから攻撃する方針で、オイゲンは森に阻まれ準備に手間取ったが、正午過ぎにオイゲンからの連絡が届き進撃した。
左翼のカッツ卿・ラムリーらはブレンハイムへ進み、フランス右翼と交戦した。イングランド軍は砲撃にさらされ側面を騎兵隊に突かれたりするなど苦戦したが、後続の援軍で押し戻し一進一退に持ち込んだ。中央はマールバラ公の弟チャールズが先頭に立ち、ネーベル川を渡りフランス軍に攻撃した。タラールは一度敵に川を渡らせ、次いで川を背にした敵を撃退するつもりだったが、兵力差がありこの行動は裏目に出た。右翼はオイゲンがフランス左翼と交戦、少数の軍勢で苦戦を強いられオーベルグラウの攻撃も撃退されたが、なんとか戦線を支えていた。
ところが、ここで状況が一変する。クレランボーは中央から歩兵部隊を引き抜きブレンハイムに入れたのである。これによって右翼は増強されたが、その分中央は手薄になり、肝心の右翼もブレンハイムに封じられることになってしまった。マールバラ公もそれを見抜き、カッツ卿にブレンハイムへの突撃を控え包囲するよう指示、フランス軍右翼はブレンハイムに閉じ込められてしまった。
中央はタラールが中央左翼の騎兵隊を突撃させたが、マールバラ公は歩兵部隊の射撃で撃退、続いてイングランド軍中央右翼にオーベルグラウからフランス軍旗下のアイルランド軍が攻撃、イングランド軍のホルシュタイン・ベック公が戦死して軍の一部が敗走したが、マールバラ公は自らネーベル川を渡り中央右翼に援軍を送り敵を押し戻した。フランス軍はなおも攻撃を続け、左翼のマルサンが前線のマールバラ公本隊に騎兵隊を投入したが、マールバラ公もオイゲンに騎兵隊の投入を求め、右翼からの反撃でフランス騎兵隊を退けた。午後4時になるとイングランド軍が優位に立ち、オーベルグラウは制圧、ブレンハイムも封じ込められたまま身動きが取れなくなっていた。

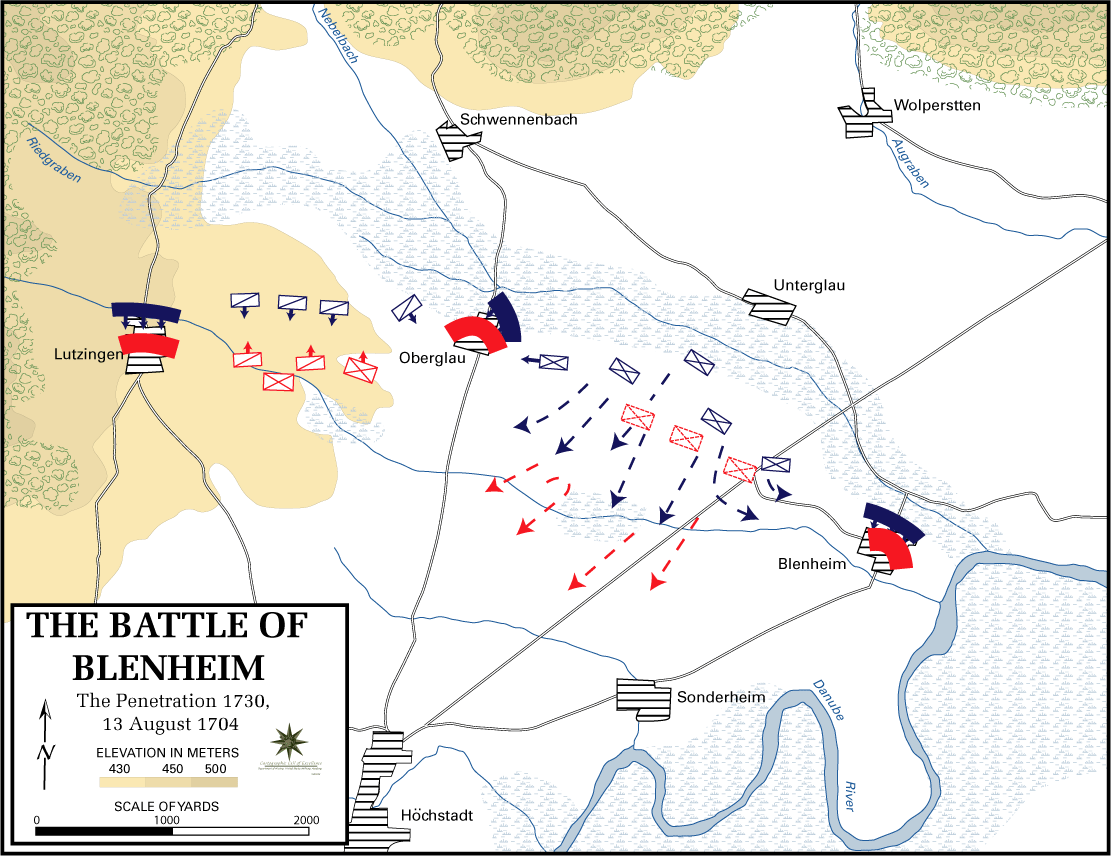
戦闘終盤の展開（17:30）

午後5時、マールバラ公は騎兵隊8000、歩兵隊1万5000を前面に出してフランス軍中央への総攻撃を命じた。度重なる攻撃の失敗で疲弊していたフランス軍は抵抗できずに敗走、クレランボーら多くのフランス兵がドナウ川に飛び込んで溺死、タラールは逃亡しようとして失敗、捕縛された。右翼は激戦で疲弊していたためフランス軍左翼を取り逃がしたが、ブレンハイムで孤立したフランス軍右翼はカッツ卿、チャールズ、オークニー卿らに包囲され9時に降伏した。イングランド・帝国軍の死者は4500人、負傷は7500人だったが、フランス・バイエルン軍の損害は死者20,000人、捕虜14,000人を合わせてイングランド・帝国軍の3倍近くに上った。

## 戦後
ブレンハイム戦後、21日にインゴルシュタットを降伏させたルートヴィヒ・ヴィルヘルムは25日にマールバラ公・オイゲンと合流、9月6日から8日にかけてフィリップスブルク付近でライン川を渡りランダウ包囲に取り掛かった。11月28日にランダウは陥落、9月10日にウルムが降伏したことにより、ドナウ川沿いは帝国側の手に入った。マクシミリアン2世とマルサンは戦場から離脱した後、救援に赴いたヴィルロワと合流したが、逃亡者が続出して敗戦の痛手から立ち直れず南に引き下がり、マクシミリアン2世は南ネーデルラントへ逃亡、バイエルンはイングランド・帝国連合軍によって占領され、戦争終結までこの状態が続くことになる。
マールバラ公はランダウ包囲をルートヴィヒ・ヴィルヘルムに、南のヴィルロワ率いるフランス軍監視はオイゲンに任せると、モーゼル川流域に向かいトリーアの救援でフランス軍の占領を阻止、モーゼル川流域の制圧に見通しを付けて一旦ランダウに戻り、プロイセンに援軍派遣の約束を取り付けた後ハノーファーを訪問、12月14日にイングランドに帰国した。アン女王からはブレンハイムの戦いの恩賞としてオックスフォードの領地を与えられ、マールバラ公はここでブレナム宮殿の建設を始めた。

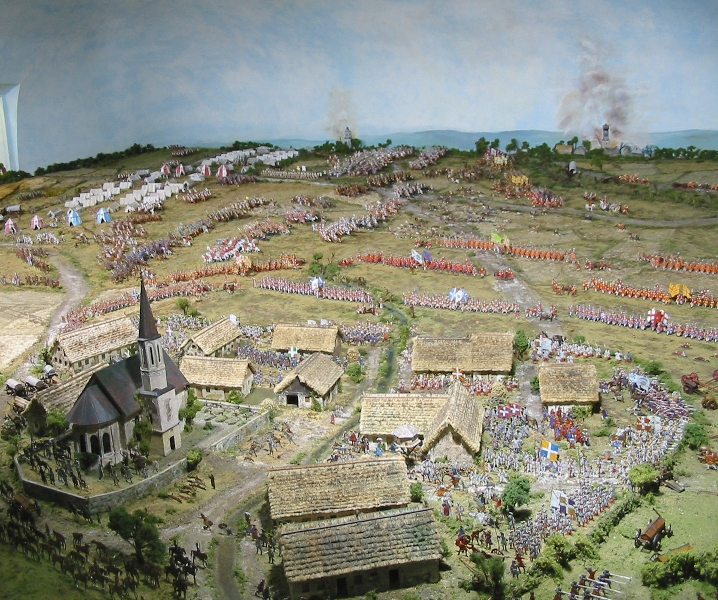
ブレンハイムの戦いのジオラマ。近くの博物館に展示されている。

イングランド・帝国軍の勝因はマールバラ公が歩兵と騎兵の連携で敵の攻撃をことごとく退け、危機に陥っても手早く援軍を派遣して対処した点にある。オイゲンは敵より少数で苦戦を強いられたとはいえ右翼で耐え抜き、マールバラ公との連携で付け入る隙を与えなかった。敵右翼がブレンハイムに閉じこもった失策もあり、終盤に反撃して敵の大半を殲滅できるまでになった。マールバラ公はこの大勝利で一躍名声を博し、以後の戦闘でも活躍していった。
ただし、オランダとイタリア戦線はなおもフランス軍が対峙しており、マールバラ公とオイゲンはしばらくオランダ・イタリアを転戦することになる。